# James McIntosh
James Stewart McIntosh, Jim McIntosh (Detroit, Michigan, 1930. augusztus 9. – 2018. február 24.) olimpiai ezüstérmes amerikai evezős.

## Pályafutása
Az 1956-os melbourne-i olimpián ezüstérmes lett a kormányos nélküli négyes versenyszámban társaival, John Welchlivel, John McKinlayvel és Arthur McKinlayvel.

## Sikerei, díjai
- Olimpiai játékok
  - ezüstérmes: 1956, Melbourne (kormányos nélküli négyes)